# Résolution 364 du Conseil de sécurité des Nations unies
Membres permanents
- Chine
- États-Unis
- France
- Royaume-Uni
- URSS

Membres non permanents
- Australie
- Autriche
- RSS de Biélorussie
- Cameroun
- Costa Rica
- Indonésie
- Iraq
- Kenya
- Mauritanie
- Pérou

Résolution no 363 Résolution no 365
La résolution 364 du Conseil de sécurité des Nations unies fut adoptée le 13 décembre 1974. Le Conseil a pris note des rapports du secrétaire général et du Gouvernement chypriote sur les conditions prévalant sur l'île.
Le Conseil a ensuite prolongé le stationnement de la Force des Nations unies chargée du maintien de la paix à Chypre pour une nouvelle période de six mois allant jusqu'au 15 juin 1975, dans l'espoir qu'à cette date, des progrès suffisants vers une solution finale rendraient au moins un retrait partiel possible. Il a également de nouveau appelé toutes les parties à coopérer pleinement avec la Force.
La résolution a été adoptée par 14 voix contre zéro, la Chine n'a pas participé au vote.

## Texte
- Résolution 364 sur fr.wikisource.org
- Résolution 364 sur en.wikisource.org